# Harald Arbin

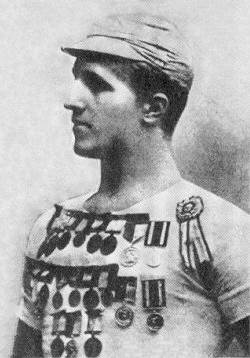
Harald Arbin (1896)

Gustaf Harald Arbin (* 4. August 1867 in Göteborg; † 31. Juli 1944 ebenda) war ein schwedischer Wasserspringer, Leichtathlet und Ruderer.

## Karriere
Er nahm an den Olympischen Sommerspielen 1908 und 1912 im Wasserspringen (10-m-Plattform) teil und wurde 1912 Sechster.
Arbin gewann schwedische Titel in mehreren Leichtathletikdisziplinen, darunter 100-Meter- und 110-Meter-Hürdenlauf, Weitsprung und Speerwurf. Er brach schwedische Rekorde in den Disziplinen 100 Meter (10,8 Sekunden), 200 Meter (26,4 Sekunden) und Weitsprung (6,03 Meter).
Seine Leistung von 10,8 Sekunden für die 100 Meter, die er 1896 in Helsingborg erzielte, galt als inoffizieller Weltrekord für die 100 Meter. Dies galt bis 1906, als der Schwede Knut Lindberg eine Zeit von 10,6 Sekunden erzielte.